# Mirjam Gysling
 Mirjam Gysling (* 2. Mai 1987) ist eine ehemalige Schweizer Radrennfahrerin.
2012 belegte sie bei der Schweizer Meisterschaft im Omnium auf der Bahn Rang drei. Im Jahr darauf wurde sie Dritte der Berner Rundfahrt.
2014 errang Gysling den nationalen Meistertitel im Strassenrennen. Im Jahr darauf bestritt sie ihre letzten Rennen.